# بين هوبرمان
بين هوبرمان (بالإنجليزية: Ben Hoberman)‏ هو مسير أعمال أمريكي، ولد في 21 يوليو 1922 في تشيشولم في الولايات المتحدة، وتوفي في 3 مايو 2014 بسبب سرطان الرئة.